# L'impresa cavalleresca di Mervyn
L'impresa cavalleresca di Mervyn (The Knightly Quest of Mervyn) è un racconto dello scrittore inglese P. G. Wodehouse, pubblicato per la prima volta in volume nel 1933 nella raccolta di racconti Mulliner Nights (in italiano: Le sere di Mulliner).

## Trama
Mr. Mulliner ascolta al club Anglers' Rest (Il riposo dei Pescatori) un concerto di poesie accompagnate dal pianoforte; dopo aver ascoltato il poema intitolato "I giorni della cavalleria sono finiti", interviene per raccontare la vicenda di suo nipote Mervyn per dimostrare che nella sua famiglia lo spirito della cavalleria è ancora vivo.
Mervyn Mulliner è innamorato della bellissima Clarice Mallaby, la quale tuttavia lo disprezza ritenendolo uno sciocco. Per troncare la corte di Mervyn, Clarice le chiede di portarle un cesto di fragole prima della fine del mese di dicembre; se Mervyn ci fosse riuscito, Clarice avrebbe accettato di sposarlo. Dal ricchissimo amico Oofy Prosser, Mervyn apprende che le fragole sono vendute da Bellamy's a Piccadilly. Le fragole da Bellamy's sono carissime e vari tentativi di Mervyn di ottenere il danaro necessario falliscono. Recandosi a casa di Oofy per chiedere un prestito, Mervyn vede un cestino di fragole: evidentemente Oofy vuol fare la corte a Clarice. Mervyn ruba il cestino di fragole acquistato da Oofy e si reca a casa di Clarice per annunciarle il successo dell'impresa. La ragazza dice a Mervyn di aspettarla («"Sono giù tra un momento," disse la ragazza. Beh, sapete come sono le ragazze. Il minuto s'allungò fino a diventare cinque minuti, e i cinque minuti diventarono un quarto d'ora»). E per ingannare l'attesa Mervyn compie un atto autolesionistico.

## Edizioni
Il racconto fu pubblicato, col titolo "Quest", nel numero di aprile 1931 della rivista femminile statunitense Cosmopolitan e successivamente sulla rivista inglese The Strand Magazine di luglio 1931. Tra i testi delle due riviste esistevano alcune differenze; protagonista di entrambe le versioni era Freddie Widgeon anziché Mervyn Mulliner. Tomas Prenkert ha trovato nel numero di giugno 1931 della rivista svedese "Bonniers Novell Magasin" un racconto anonimo in lingua svedese intitolato “Jordgubbar i december” (Fragole in dicembre) corrispondente in gran parte al racconto "Quest" pubblicato in Cosmopolitan, ma con altre differenze sostanziali. Il racconto "Quest" fu rivisto, modificato (l protagonista divenne Mervyn Mulliner, un membro della variegata famiglia di Mr. Mulliner), rinominato "The Knightly Quest of Mervyn", e adattato agli altri racconti della raccolta quando fu inserito in Mulliner Nights.
- P. G. Wodehouse, The Knightly Quest of Mervyn. In: Mulliner nights, London: Herbert Jenkins, 1933
- P. G. Wodehouse, The Knightly Quest of Mervyn. In: Mulliner nights, New York: Doubleday, 1933
- P. G. Wodehouse, L'impresa cavalleresca di Mervyn. In: Le serate di Mulliner: romanzo umoristico inglese; traduzione di Alberto Tedeschi, Milano: Bietti, 1933, Coll. Nuovissima collezione letteraria n. 83, 287 p.
- P. G. Wodehouse, L'impresa cavalleresca di Mervyn. In: Le sere di Mulliner; introduzione di Franco Cavallone; traduzione di Luigi Brioschi, Milano: Biblioteca Universale Rizzoli, 1985, Coll. BUR n. 543, 227 p., ISBN 88-17-16543-3